# Carrione
Le Carrione est un petit cours d'eau de Toscane (environ 20 km) qui naît dans les Alpes Apuanes. Il traverse la ville de Carrare jusqu'à Marine de Carrare, où il finit dans la mer.

## Inondation du 23 septembre 2003
Le 23 septembre 2003, de très fortes pluies provoquent l'inondation du centre ville de Carrare. En 2 heures et demie à peine, il est tombé environ 200 mm de pluie. Le bassin du Carrione satura, débordant sur de nombreux endroits au long du fleuve. Des dizaines de voitures furent emportés et la catastrophe fit une victime.